# Фолсом (Калифорнија)
Фолсом (енгл. Folsom) град је у америчкој савезној држави Калифорнија. По попису становништва из 2010. у њему је живело 72.203 становника.

## Демографија
Према попису становништва из 2010. у граду је живело 72.203 становника, што је 20.319 (39,2%) становника више него 2000. године.
| Група             | 2000.          | 2010.          |
| Белци             | 38.500 (74,2%) | 48.009 (66,5%) |
| Афроамериканци    | 3.109 (6,0%)   | 4.140 (5,7%)   |
| Азијати           | 3.731 (7,2%)   | 9.000 (12,5%)  |
| Хиспаноамериканци | 4.914 (9,5%)   | 8.064 (11,2%)  |
| Укупно            | 51.884         | 72.203         |